# Francisco Fernández de la Pastora y Miranda
Francisco Fernández de la Pastora y Miranda (Nerja, España, 1712/1714 - Moín, Costa Rica, 2 de julio de 1756) fue un militar español, que fue gobernador de la provincia de Costa Rica de 1755 a 1756.

## Datos personales
Fue hijo de José Fernández de la Pastora y Magdalena Miranda y Córdoba. Llegó a Costa Rica en 1736 con su pariente el gobernador Antonio Vázquez de la Cuadra y Sequera. Casó en Cartago el 24 de abril de 1742 con Francisca de Arburola y Hoces Navarro, viuda de José Antonio López del Corral y Salmón-Pacheco, y madre de Joaquina López del Corral y Arburola, famosa amante del gobernador José Joaquín de Nava y Cabezudo. De este matrimonio nació una hija, Manuela Fernández de la Pastora, quien casó en Cartago en 1764 con José Sierra y Canicia, matrimonio que hubo de ser anulado debido a que Sierra era en realidad un hombre ya casado que se llamaba José Garino.
Llegó a ser un hombre bastante acaudalado y con una prominente posición social en Cartago. 

## Carrera política y militar
De 1737 a 1738 fue teniente general del valle de Matina. De 1743 a 1745 fue capitán de caballos corazas de la compañía de milicias de la ciudad de Cartago, y en 1743, debido a la escasez de fondos, tomó a su cargo el suministro y la conducción de víveres para la guarnición del fuerte de San Fernando de Matina, que no le fue pagado por el real erario sino hasta el año siguiente. En 1744 fue nombrado por los oficiales reales tesoreros de la provincia de Nicaragua como su teniente en Costa Rica, a partir de 1745, y como no hubo postores para el encargo de suministrar carne y conducirla al fuerte, tomó a su cargo esa actividad, adelantando lo necesario de su propio dinero. En 1745 se le nombró maestre de campo de la compañía  de doscientos hombres de las milicias de Costa Rica para la guarnición del mismo fuerte. 
En 1747, con el apoyo del brigadier don Alonso Fernández de Heredia, gobernador de Nicaragua y comandante superior de armas de esa provincia y de Costa Rica, efectuó con una fuerza de veinte soldados una entrada en Talamanca, de donde sacó a ciento veinte indígenas que fueron llevados a Cartago en octubre de ese año, con el propósito de formar con ellos una población cerca de la ciudad. 
A partir de noviembre de 1747 estuvo interinamente encargado del mando militar de la provincia de Costa Rica, por enfermedad y muerte del gobernador Joan Gemmir i Lleonart y Fontanills. En marzo de 1748, con auxilios dados por el brigadier Fernández de Heredia se dirigió a Talamanca con cien soldados, que desde San José Cabécar hicieron varias correrías, que dieron como resultado la captura de 149 indígenas, los cuales, junto con otros 175 que se presentaron voluntariamente, fueron llevados a Cartago. Con los que habían sido sacados por la fuerza en esa oportunidad y en 1747 se formaron dos pueblos: el de Cangel en la península de Nicoya, con los adultos, y el deNuestra Señora del Pilar de los Tres Ríos con los párvulos . Con la mayoría de los que habían salido voluntariamente se formó el pueblo de  Pejibaye, entre Atirro y Tucurrique, y los restantes fueron poblados en San Francisco de Térraba. 
El 20 de mayo de 1754 se remató en su favor el oficio de alférez mayor del Ayuntamiento de Cartago.

## Gobernador interino de Costa Rica
El 11 de diciembre de 1754, por haber solicitado licencia por enfermedad el gobernador titular Cristóbal Ignacio de Soria y Montero de Espinosa, y encontrándose Fernández de la Pastora en Santiago de Guatemala, el presidente de la Real Audiencia de Guatemala don Alonso de Arcos y Moreno lo designó gobernador interino de Costa Rica. Regresó a esta provincia y tomó posesión del cargo el 25 de marzo de 1755.
El 28 de agosto de 1755, a petición de las autoridades eclesiásticas y a pesar de las protestas de varios vecinos, el gobernador dispuso que todos los habitantes de la región de Escazú, salvo que tuvieran cañaveral con trapiche o más de 25 cabezas de ganado, se trasladaran a la incipiente Villa Nueva de la Boca del Monte (la actual ciudad de San José). Esta orden fue aprobada por la Audiencia en diciembre de 1755.
En junio de 1756 Fernández de la Pastora se trasladó a Matina, para esperar la llegada de un bergantín que traería armas y municiones. El 2 de julio, estando el gobernador y el teniente del valle de Matina Félix José García de Miranda en la costa, fueron sorprendido por una partida de zambos mosquitos, que los secuestraron y los condujeron a la playa de Moín, donde los asesinaron a lanzadas. Debido a este crimen, el mando de la provincia lo ejerció hasta septiembre de 1757 don José Antonio de Oreamuno y Vázquez Meléndez, teniente de gobernador, quien lo había desempeñado desde la partida de Fernández de la Pastora de Cartago.